# Reloj astronómico de Stralsund
El reloj astronómico de Stralsund es una obra realizada por Nikolaus Lilienfeld en 1394. Está ubicado en la Iglesia de San Nicolás de Stralsund, en Pomerania Occidental-Rügen (Mecklemburgo-Pomerania Occidental, Alemania).

## Historia
De acuerdo con una inscripción presente bajo el cuadrante, el reloj fue terminado por Lilienfeld el 6 de diciembre de 1394, siendo uno de los seis relojes astronómicos construidos aproximadamente entre 1379 y 1430 en la región del Mar Báltico (los otros son los de Lübeck, Doberan, Wismar, Rostock y Lund).: 44  Probablemente se mantuvo en funcionamiento hasta la destrucción de la iglesia el 10 de abril de 1525 en el marco de la Reforma protestante, aunque se ha especulado que pudo haber resultado dañado décadas antes, concretamente el 17 de marzo de 1480 tras sufrir el impacto de un rayo. Este tipo de incidentes ocurrían por lo general cuando los relojes tenían diales en las torres o en cualquier otra zona alta, donde podían actuar a modo de pararrayos. Sin embargo, no hay indicios de que el reloj de Stralsund contase con ningún dial adicional, mientras que la caída de un rayo en la zona donde se halla instalado resulta muy poco probable. Inoperativo desde al menos el siglo xvi, en 1894 se reincorporaron al cuadrante los ornamentos de estilo gótico que poseía inicialmente, mientras que en 1942, con motivo de la Segunda Guerra Mundial, el reloj fue trasladado a la torre de la Iglesia de Santa María de Grimmen para protegerlo, no regresando a su lugar original hasta después del conflicto, si bien a causa del cambio de ubicación se perdieron las decoraciones instaladas a finales del siglo xix. En 1994 se limpió el mecanismo y se restauró el mueble que lo protege, aunque las partes faltantes de la maquinaria no se agregaron por motivos de conservación, razón por la que el reloj no se encuentra operativo en la actualidad.

## Descripción

### Funciones
El reloj, ubicado detrás de la capilla mayor, mostraba la siguiente información: horas iguales (equinoccio) y desiguales (hora temporaria); salida y puesta del Sol y de la Luna; duración del día y de la noche; posición del Sol y de la Luna en el Zodíaco, particularmente la entrada en un nuevo signo zodiacal; el ciclo lunar; puntos cardinales en que se hallaban el Sol, la Luna y los signos del Zodíaco; duración de los meses siderales y sinódicos; duración del año y fecha aproximada. El cuadrante, de 3,5 metros de diámetro (la estructura tiene alrededor de 4 metros de ancho), posee una manecilla para señalar la posición del Sol además de indicar las horas en un anillo con dos secciones numeradas del uno al doce a derecha e izquierda (el anillo inmediato interior se divide en 72 secciones, representando cada una un tercio de la hora), otra manecilla para señalar la posición de la Luna y un anillo con los signos del Zodíaco, siendo los movimientos y los tiempos los siguientes:: 44 
| Componente           | Movimiento | Tiempo                                                                     |
| -------------------- | ---------- | -------------------------------------------------------------------------- |
| Manecilla del Sol    | 360°       | 24 horas                                                                   |
| Manecilla de la Luna | 360°       | 24 horas, 50 minutos y 31,6 segundos (50 minutos y 31,6 segundos atrasada) |
| Anillo del Zodíaco   | 360°       | 23 horas, 56 minutos y 3,9 segundos (3 minutos y 56,1 segundos adelantado) |

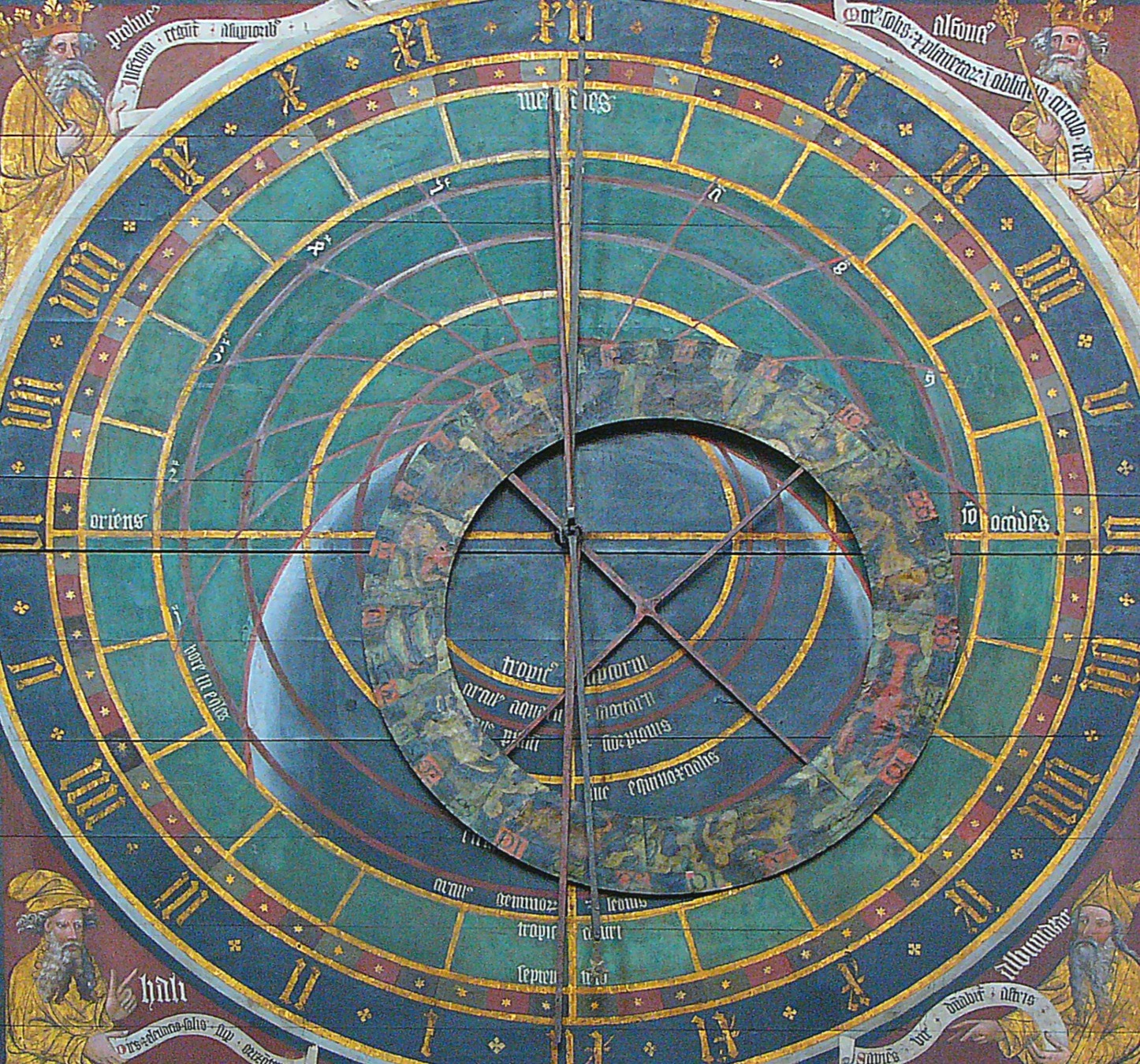
Cuadrante.

Tal y como puede apreciarse en la tabla, el anillo del Zodíaco estaba más de tres minutos adelantado, lo que provocaba que en 24 horas diese un giro de 360,99°, casi un grado más de lo debido, mientras que la manecilla de la Luna estaba atrasada en más de 50 minutos, dando en 24 horas un giro de 347,80°, casi 13° menos de lo normal. Extrapolando estos datos al año, la manecilla del Sol, la cual funcionaba correctamente (un giro de 360° en 24 horas), daba en consecuencia una revolución menos que el anillo del Zodíaco, mientras que la manecilla de la Luna iba retrasada una revolución cada mes sideral (27,32 días), lo que hacía que al año diese alrededor de trece giros menos de lo debido, no coincidiendo tampoco con la manecilla del Sol en lo que respecta al mes sinódico.: 44 
El astrolabio, de factura muy rudimentaria, era impulsado por un mecanismo de relojería y tiene la parte inferior del cuadrante pintada en representación de, entre otros, la eclíptica, el horizonte local (compuesto por un arco abierto hacia abajo) y el trayecto del Sol cuando entra en cada uno de los signos zodiacales (representados por círculos concéntricos). En los relojes de la zona del Mar Báltico el movimiento del Sol se halla en primer plano, motivo por el que se muestran las horas equinocciales así como las desiguales. En el reloj de Stralsund, la esfera celeste se proyecta sobre la imagen circular del horizonte desde el Polo Norte, mientras que el Polo Sur, oculto por el horizonte, constituye el punto central de la esfera, la cual está rodeada por siete círculos concéntricos, siendo el más grande el Trópico de Cáncer, el mediano el ecuador celeste (signos Libra y Aries) y el más pequeño el Trópico de Capricornio. En torno al círculo mediano hay a su vez cuatro círculos oscuros (dos dentro y dos fuera) correspondientes a los otros ocho signos del Zodíaco (dos por círculo): un círculo para Géminis y Leo, otro para Tauro y Virgo, otro para Piscis y Escorpio y otro para Acuario y Sagitario.
El tercer anillo de mayor tamaño, situado entre el Trópico de Cáncer y el anillo que divide las horas en tercios, no forma parte de las ilustraciones del astrolabio y únicamente indica 24 puntos cardinales, cuatro de los cuales están etiquetados en blanco: arriba el sur («meridies»), a la izquierda el este («oriens»), abajo el norte («septentrio») y a la derecha el oeste («occidens»). La imagen del horizonte es excéntrica con su dirección sur más cercana al centro; debido a que la imagen está recortada fuera del Trópico de Cáncer, falta la parte norte del círculo, mostrando su interior negruzco la parte no visible del cielo (su posición excéntrica se corresponde con la latitud de Stralsund). En este reloj se prescindieron de los círculos correspondientes al almicantarat y al acimut en favor de los círculos horarios, los cuales no son exactos aunque sí muy aproximados. Entre los trópicos y hacia el sur se dibujan 13 arcos (dos en el arco del horizonte), con los doce campos entre ellos indicando las doce divisiones temporales de la luz del día (el inicio de cada campo está marcado en el exterior con un número gótico del uno al doce para designar la hora correspondiente).
Respecto al movimiento del anillo zodiacal y las manecillas (realizado por un mecanismo de relojería simple con tres o cuatro ejes, cuatro o cinco ruedas dentadas y dos o tres piñones), el anillo giraba alrededor de un eje excéntrico (coincidente con el eje central del cuadrante), rotando a su vez en el sentido de las agujas del reloj; debido a la excentricidad del eje y a que las franjas de los signos se dividen cada una en 30°, si se dibujase un ángulo de 30° doce veces desde este punto alrededor del anillo se obtendrían doce sectores de ancho desigual, teniendo en consecuencia los signos diferentes tamaños. La distancia más corta desde el eje excéntrico hasta el borde del anillo apunta al límite entre los signos Sagitario y Capricornio (los más pequeños), mientras que la distancia más larga apunta al límite entre los signos Géminis y Cáncer (los más grandes). Por su parte, los límites entre los signos Piscis y Aries y los signos Sagitario y Libra se encuentran en ángulo recto con respecto al eje. Gracias a la interacción del anillo del Zodíaco y los siete círculos concéntricos con las manecillas (diseñadas como punteros dobles únicamente por motivos de carga uniforme en los ejes), resultaba posible leer información de carácter astronómico ya que al inicio del verano la manecilla del Sol se posicionaba exactamente sobre la línea que lleva del límite entre los signos Sagitario y Capricornio al límite entre los signos Géminis y Cáncer, pasando su mitad superior durante el día por el Trópico de Cáncer («tropic/us/cancri»), mientras que al comienzo del invierno la manecilla ya llevaba un retraso de 180° con respecto al anillo del Zodíaco, atravesando la mitad superior durante el día el Trópico de Capricornio («tropic/us/cap/ri/corni»). Sumado a esto, con anterioridad una esfera en el extremo de la manecilla de la Luna mostraba la fase lunar; esta manecilla estaba unida a una rueda dentada en el eje central del mismo modo que la manecilla del Sol: cuando la manecilla de la Luna se hallaba una revolución por detrás de la manecilla del Sol, la esfera ya había girado una vez, indicando sus mitades (una en dorado y otra en negro) el ciclo lunar.: 44–45 

### Decoración

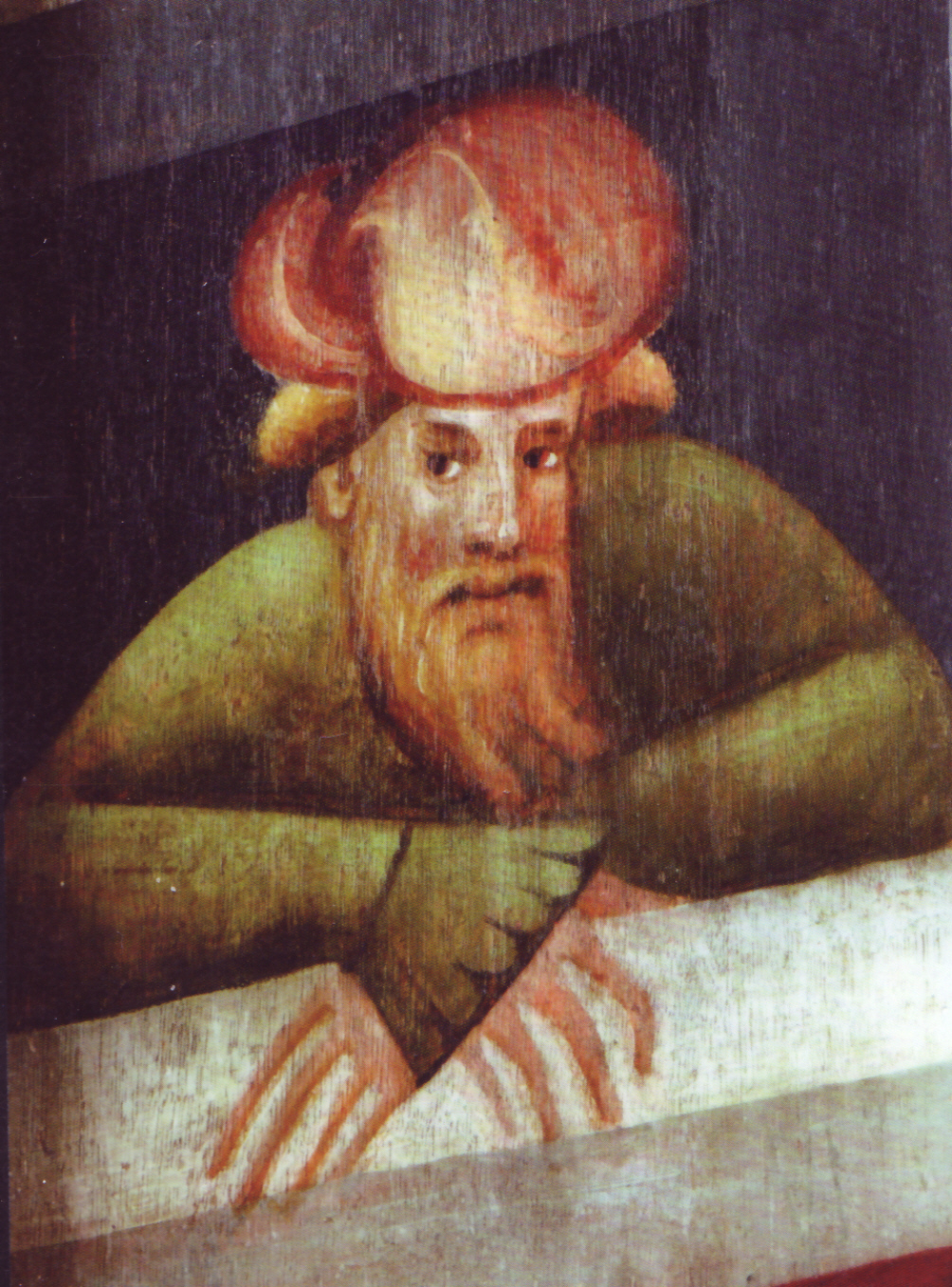
Autorretrato de Nikolaus Lilienfeld.

Las esquinas del panel donde se halla el cuadrante están decoradas con imágenes de eruditos portando bandas con textos en latín los cuales están identificados con sus nombres:: 45 
- Arriba a la izquierda el matemático, geógrafo, astrónomo, astrólogo, musicólogo y filósofo griego Claudio Ptolomeo con el mensaje «Inferiora reguntur a superioribus» («lo inferior está gobernado por lo superior»).

- Arriba a la derecha el rey Alfonso X de Castilla con el mensaje «Motus solis et planetarum in obliquo circulo est» («el movimiento del Sol y los planetas es en un círculo oblicuo»).

- Abajo a la izquierda el erudito, médico y astrólogo islámico Hali (Ali ibn Ridwan) con el mensaje «Dies est elevacio solis super oricontem» («el día es la elevación del Sol sobre el horizonte»).

- Abajo a la derecha el matemático, astrónomo y astrólogo persa Albumasar con el mensaje «Sapiens vir dominabitur astris» («un hombre sabio gobernará sobre las estrellas»).

Por su parte, el travesaño superior del área inferior muestra la siguiente leyenda en latín: «Terminado en 1394 el día de San Nicolás Lillienvelt. Oren por sus creadores y generosos donantes que lo lograron con cuidado».: 45  Bajo este travesaño se halla una gran ventana enrejada que se cree fue concebida para la instalación de un calendario al igual que los relojes de Lübeck, Wismar, Lund y Rostock, aunque este nunca llegaría a realizarse. A ambos lados de esta ventana se hallan dos pinturas las cuales quedan perfectamente enmarcadas por columnas de piedra: la pintura de la izquierda muestra una representación de la mañana consistente en un hombre abriendo una puerta y exhibiendo una pancarta con la inscripción en latín «post deum omnium vivencium vita sol et luna» («después de Dios, el Sol y la Luna son la vida de todos los seres vivos»), mientras que a la derecha figura la tarde representada como un hombre cerrando una puerta y enseñando una pancarta con la inscripción en latín «matutinae imensa munera sed sepe male finiunt» («el día ofrece generosidad temprano en la mañana, pero a menudo termina mal»). Como detalle anecdótico, en el lateral izquierdo se halla un autorretrato de Lilienfeld, considerado el retrato más antiguo de un relojero en Alemania, existiendo otro elemento de este tipo en el reloj astronómico de Gdansk.

## Legado
El reloj de Stralsund destaca entre todos los relojes astronómicos por ser el más antiguo del mundo en conservarse casi en su totalidad en su estado original, siendo a su vez el más antiguo de la región del mar Báltico y una de las piezas más longevas de la Iglesia de San Nicolás.